# Paradella tiffany
Paradella tiffany là một loài chân đều trong họ Sphaeromatidae. Loài này được Bruce & Wetzer miêu tả khoa học năm 2004.